# Chris Thompson (lekkoatleta)
Chris Thompson (ur. 17 kwietnia 1981 w Barrow-in-Furness) – brytyjski lekkoatleta specjalizujący się w biegach długich.
Międzynarodową karierę zaczynał w 1998 roku od startu w mistrzostwach świata w biegach przełajowych oraz w mistrzostwach świata juniorów. W 2003 roku zdobył złoty medal w biegu na 5000 metrów podczas młodzieżowych mistrzostw Europy. Wicemistrz Europy w biegu na 10 000 m z Barcelony (2010). Startował w mistrzostwach Starego Kontynentu w przełajach, w przełajowych mistrzostwach globu oraz reprezentował Wielką Brytanię w pucharze Europy. Złoty medalista mistrzostw kraju.

## Osiągnięcia
| Rok  | Impreza                                   | Miejsce                | Konkurencja                   | Lokata       | Wynik    |
| ---- | ----------------------------------------- | ---------------------- | ----------------------------- | ------------ | -------- |
| 1998 | Mistrzostwa świata w biegach przełajowych | Marrakesz              | bieg juniorów                 | 45. miejsce  | 25:08    |
| 1998 | Mistrzostwa świata juniorów               | Annecy                 | bieg na 3000 m z przeszkodami | eliminacje   | 9:07,37  |
| 1999 | Mistrzostwa świata w biegach przełajowych | Belfast                | bieg juniorów                 | 107. miejsce | 29:58    |
| 1999 | Mistrzostwa Europy juniorów               | Ryga                   | bieg na 5000 m                | 12. miejsce  | 14:42,17 |
| 2000 | Mistrzostwa świata w biegach przełajowych | Vilamoura              | bieg juniorów                 | 41. miejsce  | 25:14    |
| 2000 | Mistrzostwa świata juniorów               | Santiago               | bieg na 5000 m                | 11. miejsce  | 14:13,91 |
| 2003 | Mistrzostwa świata w biegach przełajowych | Lozanna                | bieg na 4 km                  | 19. miejsce  | 11:40    |
| 2003 | Młodzieżowe mistrzostwa Europy            | Bydgoszcz              | bieg na 5000 m                | 1. miejsce   | 13:58,62 |
| 2004 | Mistrzostwa świata w biegach przełajowych | Bruksela               | bieg na 12 km                 | 98. miejsce  | 40:09    |
| 2004 | Superliga pucharu Europy                  | Bydgoszcz              | bieg na 3000 m                | 6. miejsce   | 8:08,16  |
| 2006 | Superliga pucharu Europy                  | Malaga                 | bieg na 5000 m                | 5. miejsce   | 14:20,26 |
| 2006 | Mistrzostwa Europy                        | Göteborg               | bieg na 5000 m                | eliminacje   | 14:10,27 |
| 2006 | Mistrzostwa Europy w biegach przełajowych | San Giorgio su Legnano | bieg na 9,95 km               | 23. miejsce  | 28:45    |
| 2006 | Mistrzostwa Europy w biegach przełajowych | San Giorgio su Legnano | drużynowo                     | 4. miejsce   |          |
| 2010 | Mistrzostwa Europy                        | Barcelona              | bieg na 10 000 m              | 2. miejsce   | 28:27,33 |
| 2010 | Mistrzostwa Europy                        | Barcelona              | bieg na 5000 m                | 8. miejsce   | 13:44,42 |
| 2010 | Igrzyska Wspólnoty Narodów                | Nowe Delhi             | bieg na 5000 m                | 5. miejsce   | 13:39,28 |
| 2012 | Igrzyska olimpijskie                      | Londyn                 | bieg na 10000 m               | 25. miejsce  | 29:06,14 |
| 2018 | Puchar Europy w biegu na 10 000 metrów    | Londyn                 | bieg na 10 000 metrów         | 7. miejsce   | 27:52,56 |
| 2018 | Mistrzostwa Europy                        | Berlin                 | bieg na 5000 metrów           | 9. miejsce   | 13:25,11 |
| 2018 | Mistrzostwa Europy                        | Berlin                 | bieg na 10 000 metrów         | 11. miejsce  | 28:33,12 |

## Rekordy życiowe
- bieg na 5000 metrów – 13:11,51 (2010)
- bieg na 10 000 metrów – 27:27,36 (2011)[2]
- półmaraton – 1:01:00 (2012)